# 움베르토 아녤리

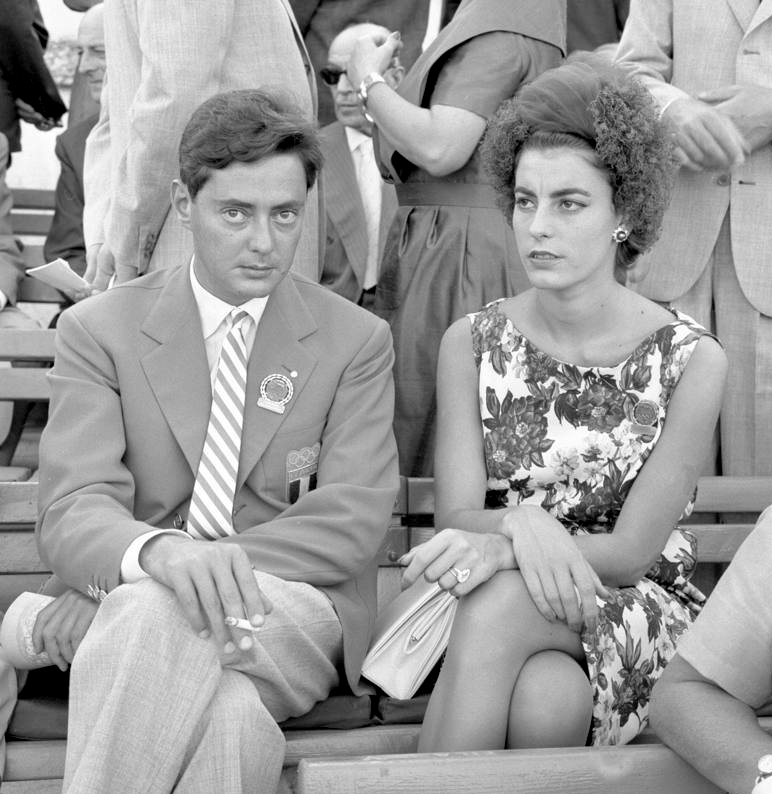
움베르토 아녤리와 안토넬라 베치 피아지오 (1960년 하계 올림픽)

움베르토 아녤리(Umberto Agnelli, 1934년 11월 1일 ~ 2004년 5월 27일)는 이탈리아의 기업인으로, 잔니 아녤리의 동생이다.